# Beltegoed
Beltegoed of belwaarde is een vooruit betaald bedrag waarmee bij een prepaid-telefoonprovider mobiel gebeld kan worden. Het is vergelijkbaar met een telefoonkaart. Bij het beltegoed wordt het tegoed echter niet op een kaart of de telefoon zelf bijgehouden, maar door de provider waar het mobiele nummer is geregistreerd. Met het tegoed kan worden gebeld tegen een bepaald tarief, of kunnen er sms-berichten mee worden verstuurd. 
Hoewel het bellen per minuut meer kost dan bij een mobiel abonnement, is het voordelig voor klanten die zelf weinig bellen en voornamelijk bereikbaar willen zijn, of die niet achteraf met hoge rekeningen geconfronteerd willen worden. Ook is het populair bij ouders van (jonge) kinderen omdat hun kind zo niet meer kan verbruiken dan het tegoed.

## Opwaarderen
Wanneer het beltegoed op is kan dit opgewaardeerd worden. Op welke wijze dit kan, hangt af van de provider. 
Soms kan een servicenummer worden gebeld, waarna het verschuldigde bedrag met een automatische incasso van de bankrekening wordt geschreven. 
Ook kan in telefoonwinkels en supermarkten een kraskaart van de provider worden gekocht, waar een code op staat, waarmee de telefoon kan worden opgewaardeerd. In sommige winkels worden ook opwaardeercodes via de kassa geprint. 
Nadeel van een kraskaart is dat de code gemakkelijk onleesbaar wordt door onzorgvuldig te krassen. 
In dat geval kan het bedrag alsnog worden bijgeschreven als men de beschadigde kraskaart (met leesbaar serienummer) naar de telefoonprovider stuurt.
Sterk in opkomst is het opwaarderen van beltegoed via internet. Dit kan via de website van sommige providers of bij speciale websites waar men beltegoed kan kopen voor de meeste Nederlandse prepaid-providers. De gebruiker ontvangt in dit geval zijn opwaardeercode via e-mail of sms.
Het opwaarderen van Nederlands of Belgisch beltegoed via internet is vrij gebruikelijk. Het internationaal opwaarderen is ook mogelijk. Op deze manier kun je zowel een buitenlandse prepaid simkaart van jezelf opwaarderen, als die van je vrienden of familie in het buitenland.

## Geldigheidsduur
Bij een aantal providers is het beltegoed maar een bepaalde tijd geldig (meestal een half jaar of een jaar). Wordt er niet binnen die termijn opgewaardeerd, dan vervalt het resterende beltegoed.
Na enige tijd wordt ook het mobiele nummer afgesloten, tenzij de gebruiker binnen deze termijn opnieuw opwaardeert. 
Bij andere providers is het verplicht af en toe gebruikmaken van het beltegoed (bijvoorbeeld één keer per zes maanden). Er zijn ook providers waarbij het beltegoed onbeperkt geldig is.